# Sony Xperia neo L
De Sony Xperia neo L is een smartphone van het Japanse conglomeraat Sony. Het toestel is uitgekomen in 2012 in een zwarte en in een witte uitvoering.

## Software
De Sony Xperia neo L heeft standaard Android 4.0 als besturingssysteem. Net zoals vele andere Android-fabrikanten, gooit Sony ook een eigen grafische schil over het toestel, de Timescape UI. Hierin zijn Twitter en Facebook standaard geïntegreerd. Ook kan men er omgebouwde PlayStation-spellen op spelen. Men is verbonden met het Sony Entertainment Network, dat gebruikers toegang geeft tot de streamingapp Music & Video Unlimited, vergelijkbaar met Spotify of Deezer. De telefoon maakt ook gebruik van de audiotechnologie 3D surround sound met xLOUD, waardoor het geluid sterker en helderder klinkt, aldus Sony.

## Scherm
Het beeldscherm heeft een schermdiagonaal van 10,1 cm (4 inch) met een resolutie van 854 bij 480 pixels. Het aanraakscherm is krasbestendig en ondersteunt multitouch-gebaren. De Xperia neo L maakt gebruik van High Defenition Reality Display-technologie en de 'BRAVIA-engine' van Sony. Door deze twee technieken zou het scherm mooier worden weergegeven.

## NFC
Daarnaast beschikt het toestel over NFC, dat in combinatie met 'Xperia Smart Tags' (NFC-chips) gebruikt kan worden. De NFC-chips kunnen vervolgens worden gebruikt voor laagwaardige financiële transacties, om bijvoorbeeld applicaties uit de Google Play-appwinkel te kopen.